# St. Ägidius (Sankt Gilgen)

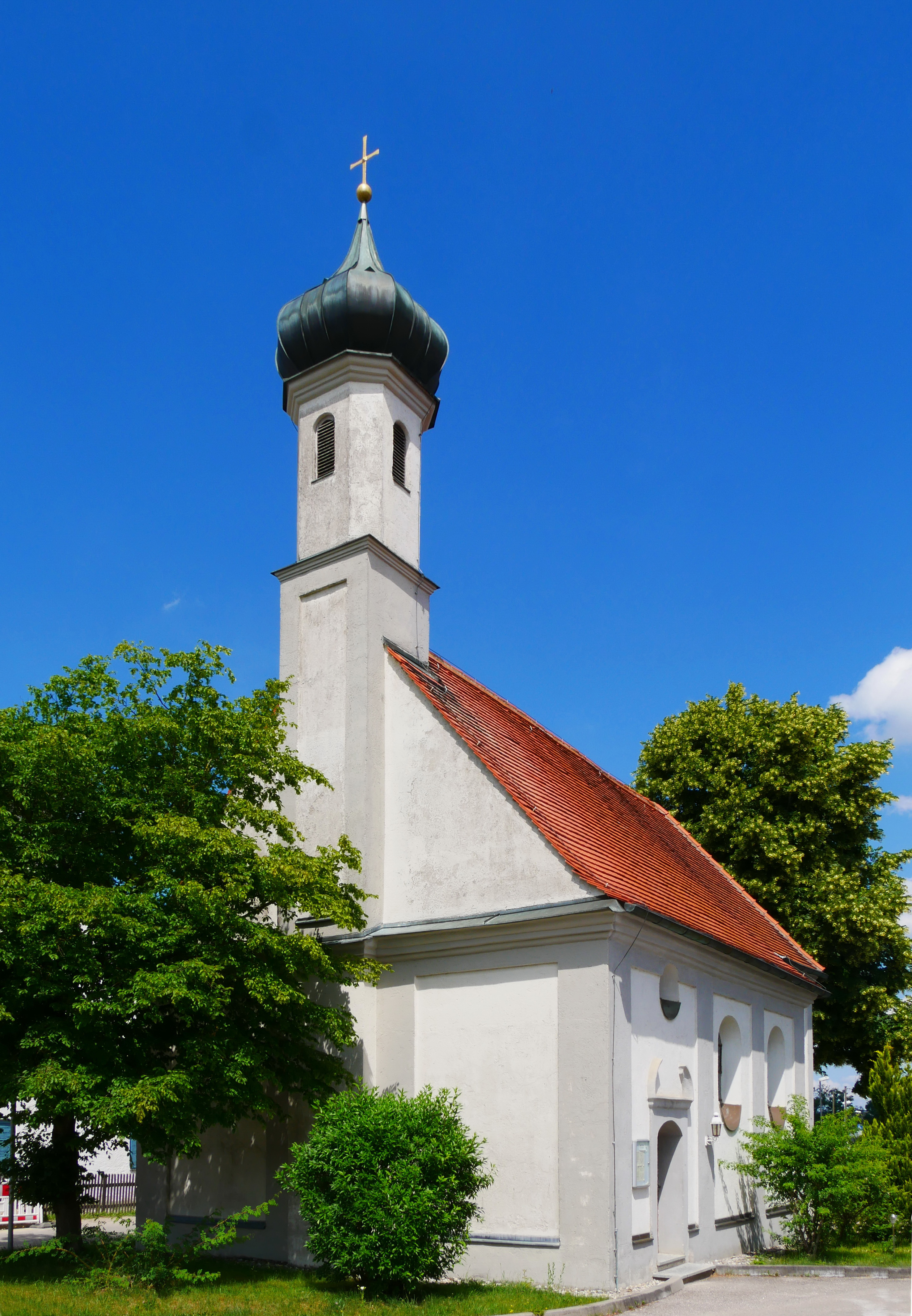
St. Ägidius in St. Gilgen

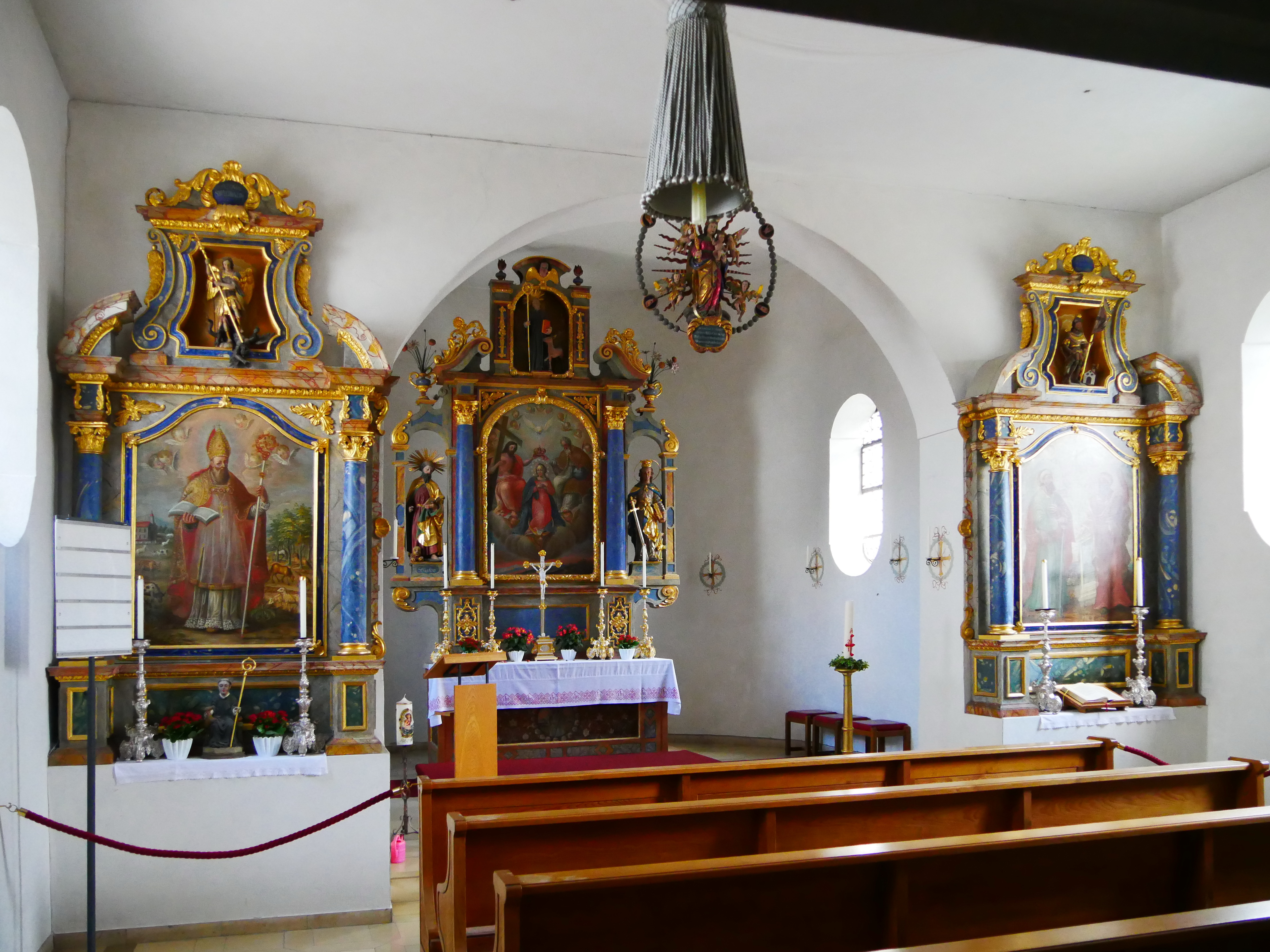
Kapelleninneres

Die Kapelle St. Ägidius ist ein Baudenkmal in Sankt Gilgen bei Gilching im Landkreis Starnberg.

## Geschichte
Bereits 1315 wurde eine Kirche in „Sparfluchen“ (ein früherer Ortsname von Sankt Gilgen) erwähnt. Sie war eine Filiale der Pfarrei Gilching. Der heutige Bau wurde um 1730 errichtet, nachdem der Vorgängerbau stark baufällig war. 1835 wurde die bei einem Sturm beschädigte Kuppel des Turms erneuert. In den 1960er und -70er Jahren hat man das Gotteshaus mit viel Eigenleistung der Bevölkerung grundlegend saniert. In diesem Zuge wurde auch eine vermutlich im Zweiten Weltkrieg eingeschmolzene Glocke ersetzt.

## Ausstattung
Der Sakralbau besitzt eine einheitliche Altarausstattung im hochbarocken Stil von 1670. Das Gemälde des Hochaltars zeigt die Krönung Mariens (1730), seitlich stehen unter den Bögen die Heiligen Markus und Katharina. Im Auszug ist eine Figur des Kirchenpatrons mit einer Hirschkuh angebracht. 
Die Seitenaltäre sind den Heiligen Willibald (links), Johannes und Paulus (rechts) gewidmet, mit dem Erzengel Michael (links) und hl. Florian (rechts) im Auszug. An der Südwand steht auf einer Konsole eine qualitätvolle thronende Mondsichel-Muttergottes aus dem späten 17. Jahrhundert. Dieser gegenüber hängt ein Kruzifix aus dem zweiten Viertel des 16. Jahrhunderts. Vom Chorbogen hängt eine Rosenkranzmadonna von 1723 herab.

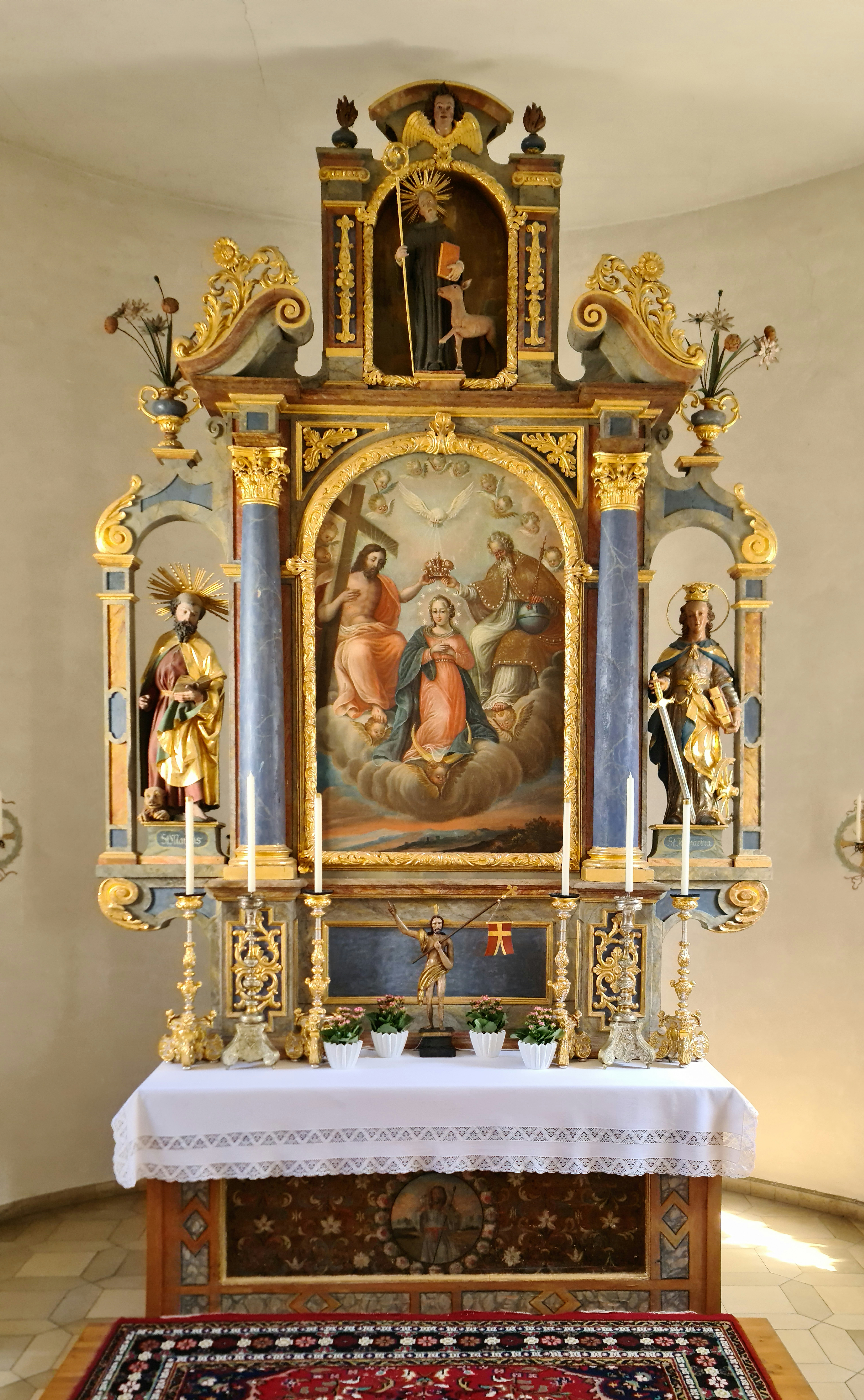
Hochaltar
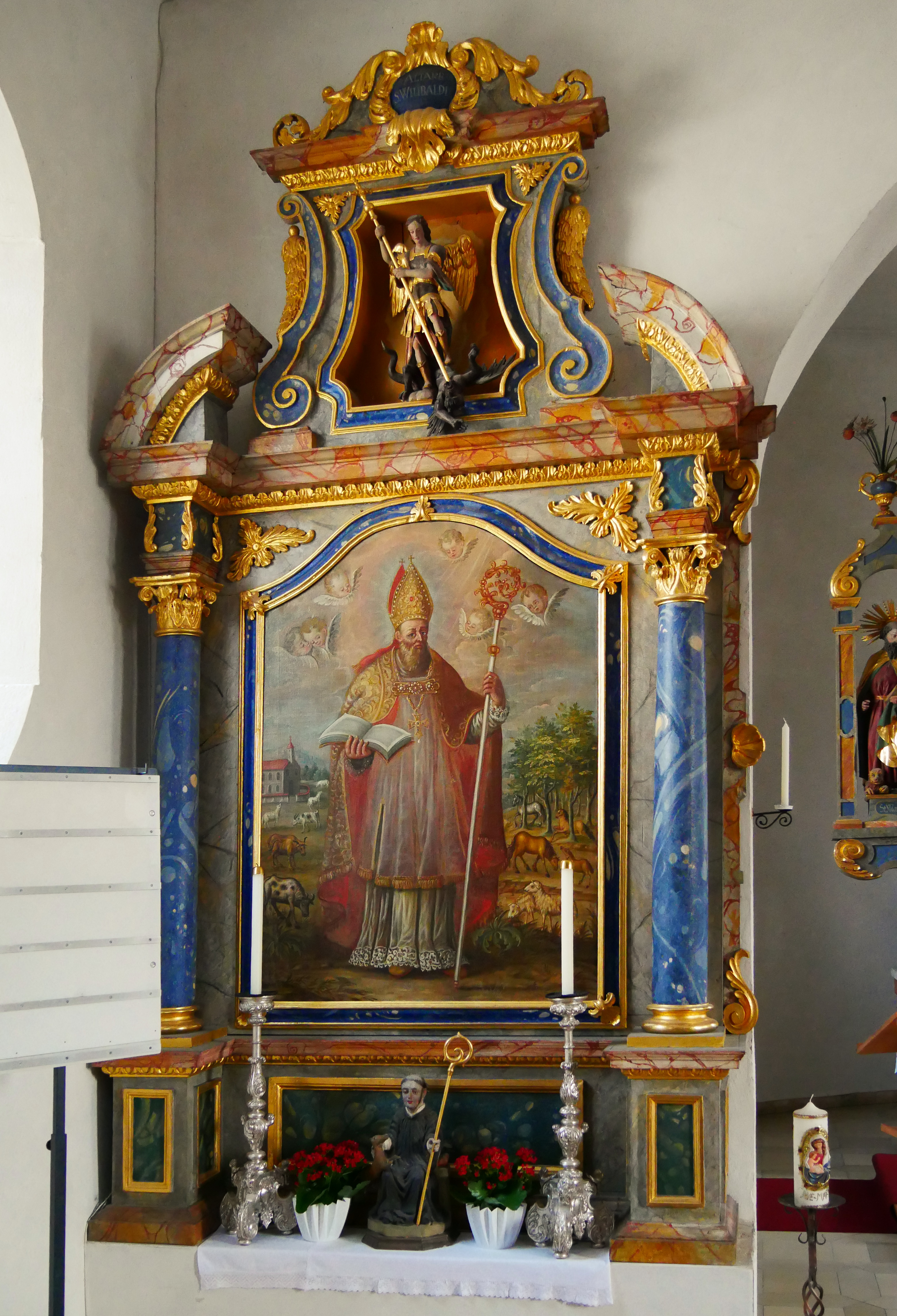
Linker Seitenaltar
Kruzifix
Mondsichelmadonna